# Рашко В. Јовановић
Рашко В. Јовановић (18. август 1932 — 9. децембар 2022) био је српски и југословенски књижевник, театролог, позоришни и радио критичар и универзитетски професор.

## Биографија
Његов отац Владислав био је професор универзитета, мајка Вера рођ. Топаловић.
Студирао је на Филозофском факултету где је дипломирао југословенску књижевност и српскохрватски језик 1955. Докторску дисертацију Иво Војновић – живот, делатност, генеза, анализа и оцена дела одбранио је 1968. године.
Био је запослен у Музеју позоришне уметности Србије у Београду (1956—1971).
Он је био редовни професор Академије уметности у Београду у пензији као и председник Уметничког савета "Нушић" Фондације у Београду.
Написао је запажене театролошких студија, као и низ позоришних и књижевних критика и есеја.
Јовановић је као критичар редовно прати радијски програм и писао критике и осврте у „Политици“ и „Театрону“.
Сарађивао је са часописима: „Књижевност“ (1956-1964), „Младост“ (1956), „Позоришни живот“ (1957-1965), „Књижевне новине“ (1957-1975), „Израз“ (1958), „Борба“ (1959-1986), Зборник Музеја позоришне уметности у Бгду (1962), „Позориште“ (1963-1972), ЛМС (1965—1967), „Политика“ (1968-1975), „Телеграм“ (1970-1972), „Театрон“ (1974-1975).
Написао је неколико предговорора и припремио неколико књига за штампу, као што су: Српска драма (Београд 1966), Симо Матавуљ: Изабране приповетке (Београд 1971), Драма (Београд 1973).